# Universitatea Muntenegrului
Universitatea Muntenegrului sau Universitatea din Muntenegru (în muntenegreană și sârbă: Универзитет Црнe Горe / Univerzitet Crne Gore) este o universitate publică națională din Muntenegru.
Administrația centrală și cele mai multe facultăți ale sale se află în capitala țării, Podgorița, iar alte câteva facultăți se află în Nikšić, Cetinje și Kotor. Instituția a fost fondată în 1974 și este organizată în prezent în 19 facultăți.

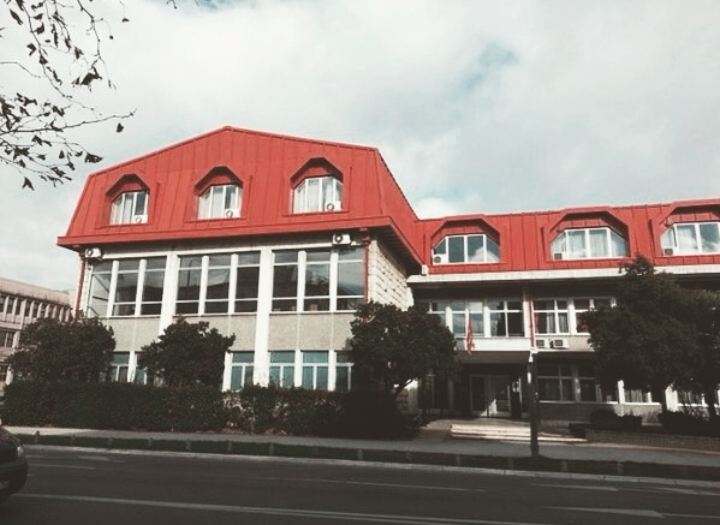
Facultatea de Drept, Podgorița

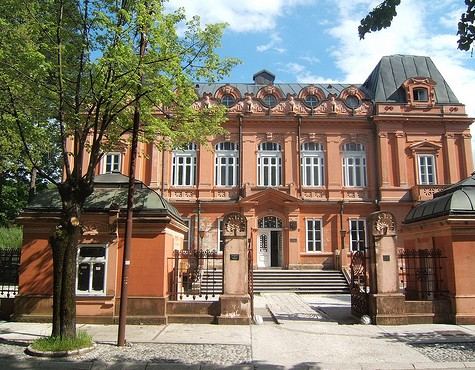
Facultatea de Arte Plastice, Cetinje

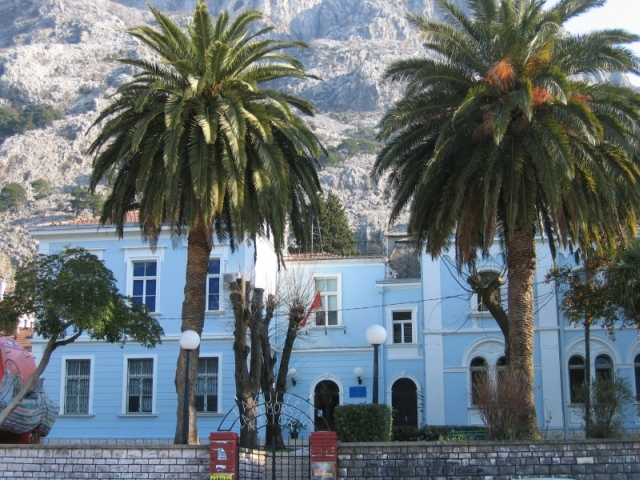
Facultatea de Studii Marine, Kotor

## Istorie
Universitatea din Muntenegru a fost fondată la 29 aprilie 1974 la Titograd, Republica Socialistă Muntenegru (acum Podgorica). În acel an, următoarele organizații au semnat Acordul de asociere la Universitatea din Titograd:
- trei facultăți: Facultatea de Economie, Facultatea de Inginerie și Facultatea de Drept din capitala Titograd,
- două colegii: Colegiul didactic de la Nikšić și Colegiul de studii maritime din Kotor,
- trei institute științifice independente: de istorie, de agricultură și de cercetare biologică și medicală, toate la Titograd.

La un an de la înființare, instituția și-a schimbat numele în Universitatea Veljko Vlahović în onoarea activistului comunist din Muntenegru și participant în cel de-al doilea război mondial care a murit în acel an (la 7 martie 1975). 
Anii 1970 au dus la o creștere exponențială a numărului de instituții de învățământ superior din fosta Iugoslavie. Pe lângă cea din Titograd, au apărut universitățile din Osijek, Rijeka, Split, Banja Luka, Mostar, Maribor, Bitola, Kragujevac și Tuzla. În 1992, universității i s-a dat numele actual - Universitatea din Muntenegru .

## Organizare
Sediul universității se află în Podgorița, capitala Muntenegrului, cu o populație de aproximativ 190.000 de locuitori. Majoritatea facultăților Universității din Muntenegru se găsesc în Podgorița, în timp ce unele facultăți au fost deschise în orașe ca Nikšić, Cetinje și Kotor.
Universitatea este formată din facultăți, institute și colegii, precum și din centre logistice. Consiliul de administrație guvernează universitatea, iar rectorul o conduce. Organul academic suprem este Senatul universității. Decanii sunt conducătorii facultăților, iar directorii ai institutelor.  
Cel mai înalt corp studențesc este Parlamentul studențesc. Reprezentanții studenților sunt aleși în toate organele universității și ale facultăților.

### Facultăți
Universitatea cuprinde următoarele 19 facultăți aflate în 4 orașe:
- Podgorica

*  Facultatea de Arhitectură
*  Facultatea de Biotehnologie
*  Facultatea de Construcții
*  Facultatea de Economie
*  Facultatea de inginerie electrică
*  Facultatea de Drept
* Facultatea de Inginerie mecanică
*  Facultatea de Medicină
*  Facultatea de Metalurgie și Tehnologie
* Facultatea de Științele naturii și Matematică
*  Facultatea de Științe Politice
- Nikšić

*  Facultatea de Filosofie
* Facultatea de Filologie
*  Facultatea de Sport și Educație Fizică
- Cetinje

*  Facultatea de Teatru
*  Facultatea de Arte Plastice
*  Academia de Muzică
- Kotor

* Facultatea de Studii maritime
* Facultatea de Turism și  Management hotelier
În cadrul facultăților există diferite departamente și grupuri de studiu.
Universitatea include trei institute de cercetare științifică:
- Institutul de Istorie
- Institutul de Biologie Marină
- Institutul - Centrul de Excelență în Cercetare și Inovare

## Predare și studii

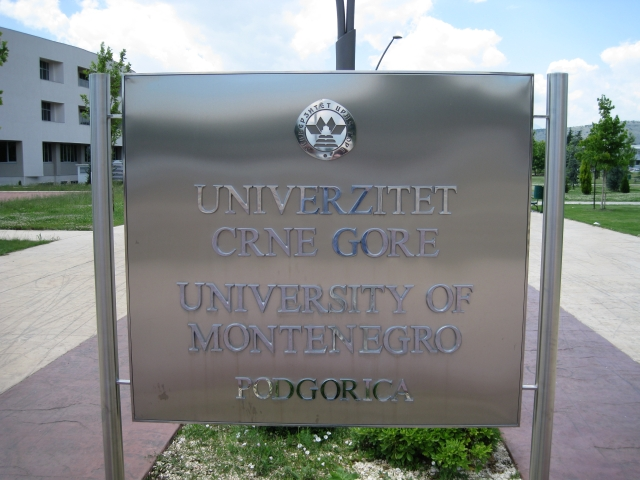
Fosta siglă a Universității din Muntenegru, folosită până în 2016.

În 2017, Universitatea din Muntenegru a reformat sistemul de studii și a adoptat noul sistem 3 + 2 + 3 în locul sistemului anterior 3 + 1 + 1 + 3. Odată cu acreditarea din 2017, 160 de programe de studii au fost acreditate pe toate nivelurile de studiu, dintre care 114 sunt studii de licență și postuniversitare, 14 sunt studii aplicate și 25 sunt programe de studii doctorale. De asemenea, sunt acreditate opt programe de studii interdisciplinare, dintre care unul este la nivel de doctorat, în timp ce șapte sunt la nivelul studiilor de masterat postuniversitare. Toate programele de studii de licență sunt acreditate ca programe de studii pe trei ani, în timp ce au cel mult două module în semestrul al VI-lea. Acestea sunt organizate ca studii academice sau aplicate. Aceste studii au o valoare de 180 de puncte ECTS. Sunt exceptate de la această regulă profesiile reglementate, care au implementat directivele UE cu privire la durata studiilor lor de licență, astfel încât studiile de licență în medicină și stomatologie durează șase ani, în timp ce cele de farmacologie și arhitectură durează cinci ani.
Programele de studii postuniversitare sunt organizate după finalizarea studiilor de licență și toate sunt acreditate ca programe de doi ani. Aceste studii au o valoare de 120 de puncte ECTS.
Studiile doctorale sunt organizate după cele postuniversitare și toate sunt acreditate ca programe de studii pe trei ani. Aceste studii au o valoare de 180 de credite ECTS.